# El Porvenir, Angel R. Cabada
El Porvenir är en ort i Mexiko.   Den ligger i kommunen Angel R. Cabada och delstaten Veracruz, i den sydöstra delen av landet, 400 km öster om huvudstaden Mexico City. El Porvenir ligger 17 meter över havet och antalet invånare är 882.
Terrängen runt El Porvenir är platt åt nordväst, men åt sydost är den kuperad. Runt El Porvenir är det ganska tätbefolkat, med 83 invånare per kvadratkilometer. Närmaste större samhälle är Angel R. Cabadas, 12,5 km sydväst om El Porvenir. Omgivningarna runt El Porvenir är en mosaik av jordbruksmark och naturlig växtlighet.